# Élections législatives de 1973 dans la Haute-Marne
Les élections législatives françaises de 1973 se déroulent les 4 et 11 mars 1973. Dans le département de la Haute-Marne, deux députés sont à élire dans le cadre de deux circonscriptions.

## Élus
| Circonscription | Député sortant | Parti | Parti | Député élu ou réélu | Parti | Parti |
| --------------- | -------------- | ----- | ----- | ------------------- | ----- | ----- |
| 1re             | Jean Favre     |       | UDR   | Jean Favre          |       | UDR   |
| 2e              | Jacques Delong |       | UDR   | Jacques Delong      |       | UDR   |

## Résultats

### Résultats à l'échelle du département
| Parti                 | Parti                                   | Premier tour | Premier tour | Second tour | Second tour | Sièges |
| Parti                 | Parti                                   | Voix         | %            | Voix        | %           | Sièges |
| --------------------- | --------------------------------------- | ------------ | ------------ | ----------- | ----------- | ------ |
|                       | Union des démocrates pour la République | 38 563       | 39,22        | 49 202      | 48,89       | 2      |
|                       | Union des républicains de progrès       | 38 563       | 39,22        | 49 202      | 48,89       | 2      |
|                       |                                         |              |              |             |             |        |
|                       | Parti communiste français               | 19 790       | 20,13        | 19 507      | 19,38       | 0      |
|                       | Mouvement des radicaux de gauche        | 8 531        | 8,68         | 18 201      | 18,09       | 0      |
|                       | Parti socialiste                        | 6 231        | 6,34         | Retrait     | Retrait     | 0      |
|                       | Parti socialiste unifié                 | 4 597        | 4,68         |             |             | 0      |
|                       | Union de la gauche                      | 39 149       | 39,82        | 37 708      | 37,47       | 0      |
|                       |                                         |              |              |             |             |        |
|                       | Mouvement réformateur                   | 19 534       | 19,87        | 13 723      | 13,64       | 0      |
|                       | Lutte ouvrière                          | 1 076        | 1,09         |             |             | 0      |
|                       |                                         |              |              |             |             |        |
| Inscrits              | Inscrits                                | 124 984      | 100,00       | 124 982     | 100,00      | 2      |
| Abstentions           | Abstentions                             | 23 921       | 19,14        | 21 473      | 17,18       |        |
| Votants               | Votants                                 | 101 063      | 80,86        | 103 509     | 82,82       |        |
| Blancs et nuls        | Blancs et nuls                          | 2 741        | 2,71         | 2 876       | 2,78        |        |
| Exprimés              | Exprimés                                | 98 322       | 97,29        | 100 633     | 97,22       |        |
| Source : Data.gouv.fr |                                         |              |              |             |             |        |

### Résultats par circonscription

#### Première circonscription (Chaumont)
| Candidat       | Candidat                 | Parti          | Premier tour | Premier tour | Second tour | Second tour |  |
| Candidat       | Candidat                 | Parti          | Voix         | %            | Voix        | %           |  |
| -------------- | ------------------------ | -------------- | ------------ | ------------ | ----------- | ----------- |  |
|                | Jean Favre sortant réélu | UDR (URP)      | 19 624       | 36,85        | 23 330      | 42,22       |  |
|                | Jacques Weil             | Rad (MR)       | 14 926       | 28,03        | 13 723      | 24,84       |  |
|                | Robert Genest            | MRG (UGSD)     | 8 531        | 16,02        | 18 201      | 32,94       |  |
|                | Jean Grataroli           | PCF            | 7 174        | 13,47        | Retrait     | Retrait     |  |
|                | André Rondot             | PSU            | 2 992        | 5,62         |             |             |  |
|                |                          |                |              |              |             |             |  |
| Inscrits       | Inscrits                 | Inscrits       | 67 944       | 100,00       | 67 941      | 100,00      |  |
| Abstentions    | Abstentions              | Abstentions    | 13 155       | 19,36        | 11 821      | 17,4        |  |
| Votants        | Votants                  | Votants        | 54 789       | 80,64        | 56 120      | 82,6        |  |
| Blancs et nuls | Blancs et nuls           | Blancs et nuls | 1 542        | 2,81         | 866         | 1,54        |  |
| Exprimés       | Exprimés                 | Exprimés       | 53 247       | 97,19        | 55 254      | 98,46       |  |

#### Deuxième circonscription (Saint-Dizier)
| Candidat       | Candidat                     | Parti          | Premier tour | Premier tour | Second tour | Second tour |  |
| Candidat       | Candidat                     | Parti          | Voix         | %            | Voix        | %           |  |
| -------------- | ---------------------------- | -------------- | ------------ | ------------ | ----------- | ----------- |  |
|                | Jacques Delong sortant réélu | UDR (URP)      | 18 939       | 42,02        | 25 872      | 57,01       |  |
|                | Marius Cartier               | PCF            | 12 616       | 27,99        | 19 507      | 42,99       |  |
|                | Louis Cardot                 | PS (UGSD)      | 6 231        | 13,82        | Retrait     | Retrait     |  |
|                | Robert Charton               | MR             | 4 608        | 10,22        |             |             |  |
|                | Marcel Marchand              | PSU            | 1 605        | 3,56         |             |             |  |
|                | Fred Guikovaty               | LO             | 1 076        | 2,39         |             |             |  |
|                |                              |                |              |              |             |             |  |
| Inscrits       | Inscrits                     | Inscrits       | 57 040       | 100,00       | 57 041      | 100,00      |  |
| Abstentions    | Abstentions                  | Abstentions    | 10 766       | 18,87        | 9 652       | 16,92       |  |
| Votants        | Votants                      | Votants        | 46 274       | 81,13        | 47 389      | 83,08       |  |
| Blancs et nuls | Blancs et nuls               | Blancs et nuls | 1 199        | 2,59         | 2 010       | 4,24        |  |
| Exprimés       | Exprimés                     | Exprimés       | 45 075       | 97,41        | 45 379      | 95,76       |  |